# AD Universidad de Oviedo
Maillots
L'Asociación Deportiva Universidad de Oviedo est un club espagnol de football basé à Oviedo.
Le club a passé 3 saisons en Segunda División B (troisième division).